# Jezero navráceného meče
Jezero navráceného meče (vietnamsky Hồ Hoàn Kiếm) nebo také Jezero zelené vody je vodní plocha v centru vietnamského hlavního města Hanoje. Vzniklo z mrtvého ramena Rudé řeky, je dlouhé 700 m a široké 250 m. Na jezeře leží dva ostrovy: větší ostrov se nachází u severního pobřeží, je s pevninou spojen dřevěným mostem a byl na něm postaven Chrám nefritové hory. Na menším ostrově se nachází Želví věž z roku 1886. Jezero patří k oblíbeným výletním místům obyvatel Hanoje i turistů.
Název jezera pochází z 15. století, kdy císař Lê Lợi vyhnal z Vietnamu čínské uchvatitele. Podle legendy mu želví bohyně věnovala kouzelný meč, který po vítězné válce opět zmizel ve vodách jezera. Vietnamci věří, že v případě ohrožení země se meč opět vynoří.
V jezeře žily vzácné obří želvy, které byly vietnamskými vědci popsány jako endemický druh Rafetus leloii, v zahraničí jsou však pokládány za místní populaci kožnatky Swinhoeovy. Poslední exemplář, známý jako Cu Rua, uhynul v roce 2016.